# Kriti Sanon
 (mai 2019).
Si vous disposez d'ouvrages ou d'articles de référence ou si vous connaissez des sites web de qualité traitant du thème abordé ici, merci de compléter l'article en donnant les références utiles à sa vérifiabilité et en les liant à la section « Notes et références ».
Kriti Sanon (née le 27 juillet 1990 à New Delhi) ))	 est une actrice indienne qui apparaît principalement dans les films hindi. Elle a obtenu un diplôme d'ingénieur de l'Institut de technologie de l'information Jaypee, après quoi elle a brièvement travaillé comme modèle. Elle a fait ses débuts au cinéma avec le thriller psychologique Telugu 1: Nenokkadine (2014) et a réalisé son premier film hindi dans Heropanti (2014), film d'action de Sabbir Khan, pour lequel elle a remporté le prix Filmfare ) du meilleur film féminin et le prix IIFA de Star Début.

## Biographie
Kriti Sanon a fait ses débuts d'actrice en 2014 avec le thriller psychologique telugu de Sukumar 1: Nenokkadine en tant qu'intérêt amoureux du personnage de Mahesh Babu. Le film a reçu des critiques mitigées de la part des critiques. Un critique du Times of India a écrit que Sanon "est jolie" et "agit bien". tandis qu'un critique de Sify a déclaré qu'elle "avait l'air magnifique" et considérait que sa performance était "correcte" pour un nouveau venu. Elle a été nommée pour le prix SIIMA du meilleur début féminin - Telugu. La même année, Sanon fait ses débuts au cinéma hindi dans le film d'action Heropanti de Sabbir Khan face au nouveau venu Tiger Shroff.